# Assenza congenita della fibula
L'assenza congenita della fibula o emimelia fibulare è una malattia congenita caratterizzata dall'assenza del perone, e può colpire una o entrambe le gambe.
Gli sportivi Oscar Pistorius, Jessica Long, Aimee Mullins, Hunter Woodhall sono nati con questa condizione.

## Clinica
Nei soggetti colpiti si riscontra la sostituzione della fibula con fascio fibroso. Come conseguenza le gambe sono corte e deformate; l'articolazione della caviglia è parzialmente assente e instabile, e può comportare piede torto congenito; parte del piede è assente.

## Trattamento
Talvolta il piede può mantenere sufficiente funzionalità, altre volte è necessaria l'amputazione.